# 支払手形
支払手形（しはらいてがた、note payable）とは、掛け取引によって商品を購入した場合における、代金を支払う義務（債務）をいう。本来、このような債務を総称して仕入債務というが、当該債務について手形が存在する場合には支払手形、そうでない場合には買掛金として区別される。
会計上は負債として扱う。

## 仕訳例
仕入先Ａ商店から商品27万円（内消費税2万5000円※10％計算）を仕入れ、同店宛の約束手形を振り出して支払った。
| 借方                | 貸方             |
| ------------------- | ---------------- |
| 仕入高 250,000      | 支払手形 275,000 |
| 仮払消費税等 25,000 |                  |

仕入先Ａ商店宛に振り出した約束手形27万5000円が本日満期日となり、当座預金から決済したとの連絡を銀行から受けた。
| 借方             | 貸方             |
| ---------------- | ---------------- |
| 支払手形 275,000 | 当座預金 275,000 |